# Dikrella nigrinota
Dikrella nigrinota är en insektsart som beskrevs av Ruppel och Delong 1952. Dikrella nigrinota ingår i släktet Dikrella och familjen dvärgstritar. Inga underarter finns listade i Catalogue of Life.